# André Georges Marie Walter Albert Robyns
André Georges Marie Walter Albert Robyns (1935. – 2003.), belgijski botaničar.  Njegov otac Walter Robyns (1901. – 1986.) također je bio botaničar.

## Životopis
Taksonomski radio na brojnim skupinama afričkih, srednjoameričkih i južnoameričkih biljaka, među kojima osobito iz Bombacaceae, Gentianaceae, Malvaceae, Passifloraceae, Thymelaeaceae, Violaceae i dr., a radove je objavio u biltenu Državnog botaničkog vrta u Bruxellesu, newyorškog botaničkog vrta, analima botaničkog vrta Missouri. Proučavao sjemenjače. Pisao o flori Paname, Bombax s.l. (Bombacaceae) i dr.
U botaničkim referencijama ga se navodi pod kraticom A.Robyns; otac mu je pod kraticom Robyns.